# Karolinenkoog
Karolinenkoog ist eine Gemeinde im Norden des Kreises Dithmarschen in Schleswig-Holstein. Schäferhaus, Pfahlershof, Kiekshof, Karolinenhof und Möllers Höfe liegen im Gemeindegebiet.

## Geografie

### Lage
Der Koog liegt am Südostufer der Eider gegenüber der Stadt Tönning (Kreis Nordfriesland). Das Gebiet der Eider jenseits der Deiche gehört zum Naturschutzgebiet Dithmarscher Eiderwatt.

### Nachbargemeinden
Nachbargemeinden sind im Uhrzeigersinn im Nordwesten beginnend die Stadt Tönning und die Gemeinde Oldenswort (beide im Kreis Nordfriesland) sowie die Gemeinden Groven, Hemme, Strübbel, Schülp und Wesselburenerkoog (alle im Kreis Dithmarschen).

## Politik

### Gemeindevertretung
Bei der Kommunalwahl am 14. Mai 2023 wurden insgesamt sieben Sitze vergeben. Diese fielen erneut alle an die Wählergemeinschaft Karolinenkoog. Die Wahlbeteiligung betrug 63,2 %.

### Wappen

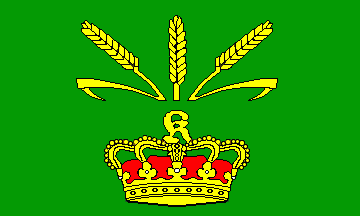
Flagge von Karolinenkoog (de facto)

Blasonierung: „In Grün unter drei goldenen Weizenähren nebeneinander, die beiden äußeren auswärts geneigt, eine purpurn gefütterte goldene Königskrone, die oben anstelle von Kugel und Kreuz den Fraktur-Großbuchstaben K zeigt.“

## Wirtschaft und Infrastruktur

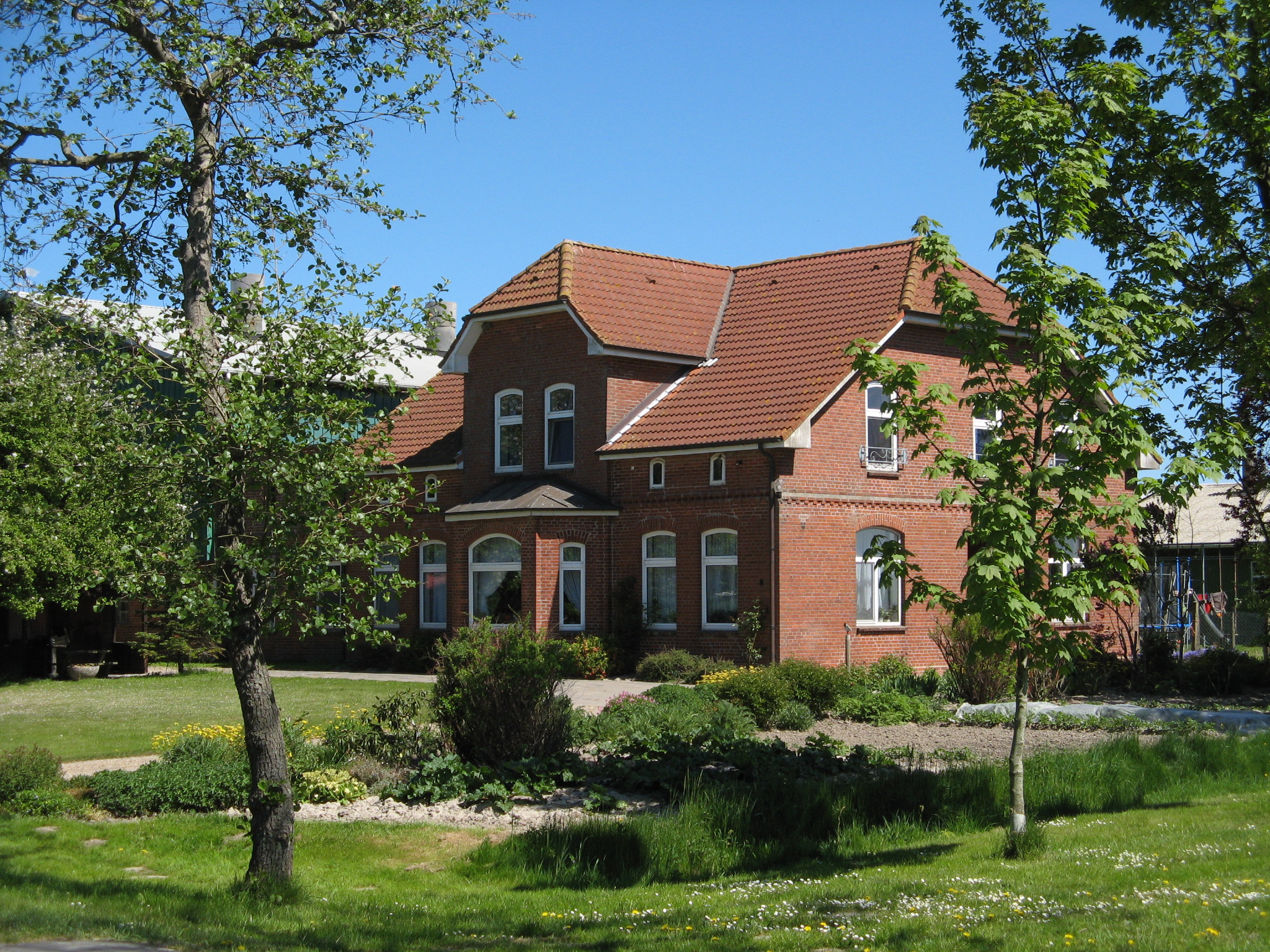
Hofgebäude in Karolinenkoog

Die Gemeinde ist überwiegend landwirtschaftlich strukturiert. Zum größten Teil werden dort der Dithmarscher Kohl und Kartoffeln angebaut. Kleinere Dienstleistungsbetriebe sind vor Ort ansässig. In Karolinenkoog befindet sich ein Hotel mit diversen Freizeiteinrichtungen.

## Verkehr
Der Koog wird im Westen von der Bundesstraße 5 durchschnitten, auf der die Kreisstädte Husum (Nordfriesland) und Heide, sowie die Bundesautobahn 23 (Heide – Hamburg) erreicht werden.
Karolinenkoog besaß vom 22. August 1877  bis 1940 von einer Landungsbrücke an der Eider eine Bahnverbindung nach Heide, die vor allem den Bewohnern von Tönning zum schnellen Erreichen dieser Stadt diente. Heute ist Karolinenkoog über den Bahnhof Tönning (Bahnstrecke Husum–Bad St. Peter-Ording) an der gegenüberliegenden Eiderseite zu erreichen.